# 地坛庙会

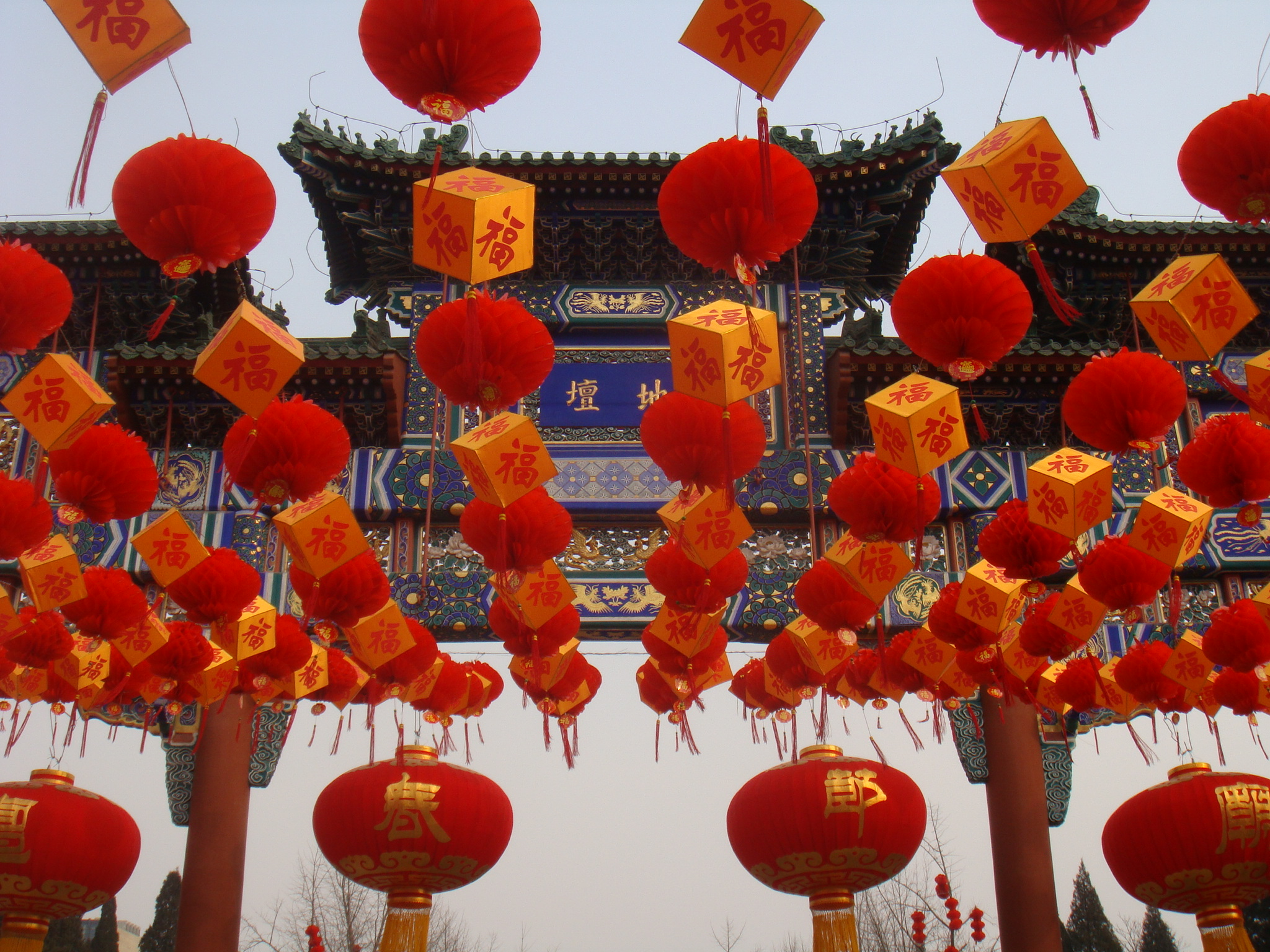
北京地坛庙会的红灯笼

地坛庙会，又称地坛春节文化庙会，是指每年春节期间在北京地坛公园举办的庙会活动。

## 内容
1985年，地坛公园举办首届地坛春节文化庙会，之后保持每年春节举办活动。地坛庙会的会期从除夕开始到正月初七结束。活动内容主要包括模仿清朝的宫廷祭地仪式、民间花会表演、天桥杂艺、北京小吃等。2007年1月，庙会在方泽坛北门外新开辟民俗精品街。

## 图集

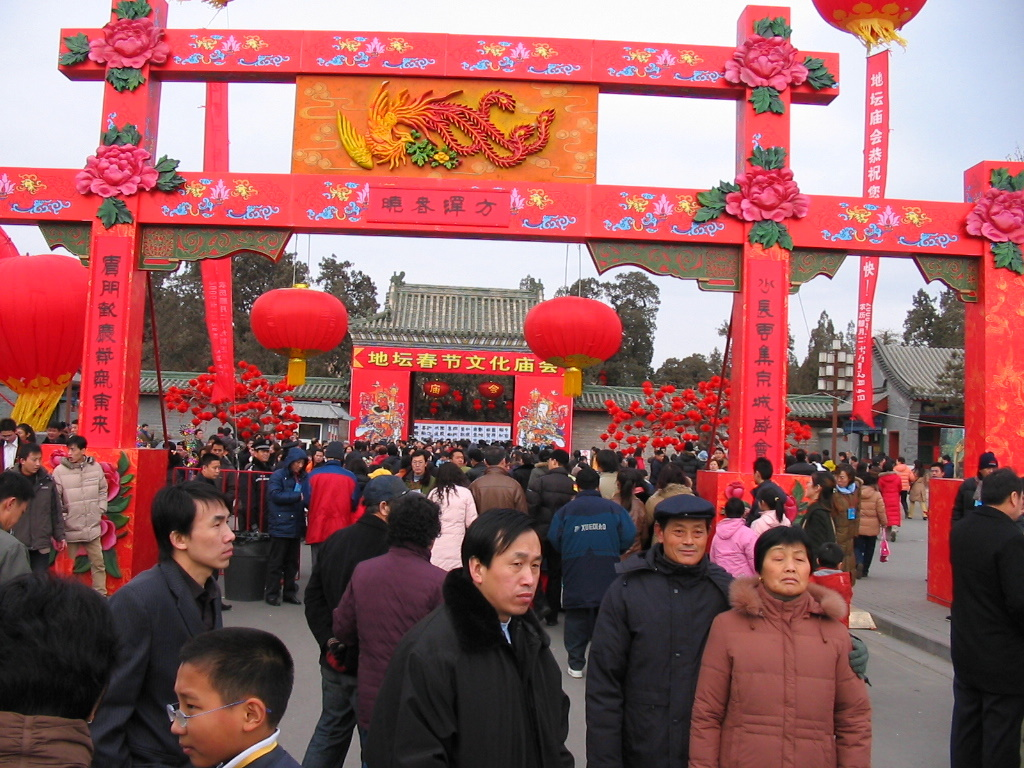
2006年地坛庙会
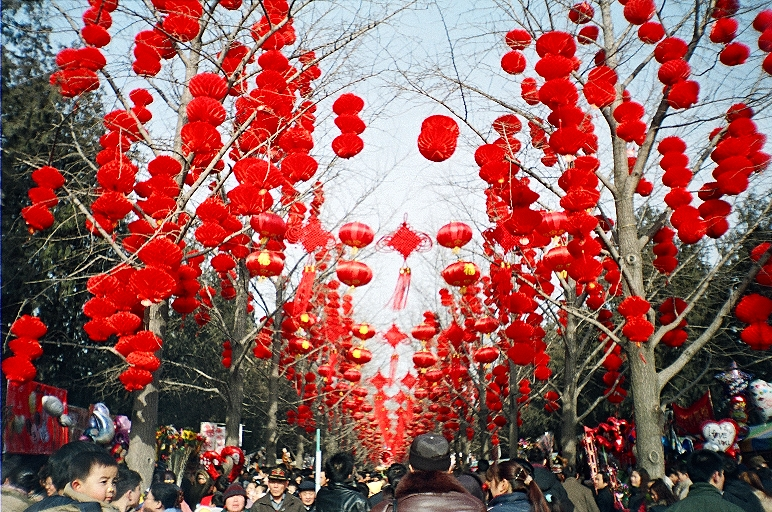
庙会期间的灯笼
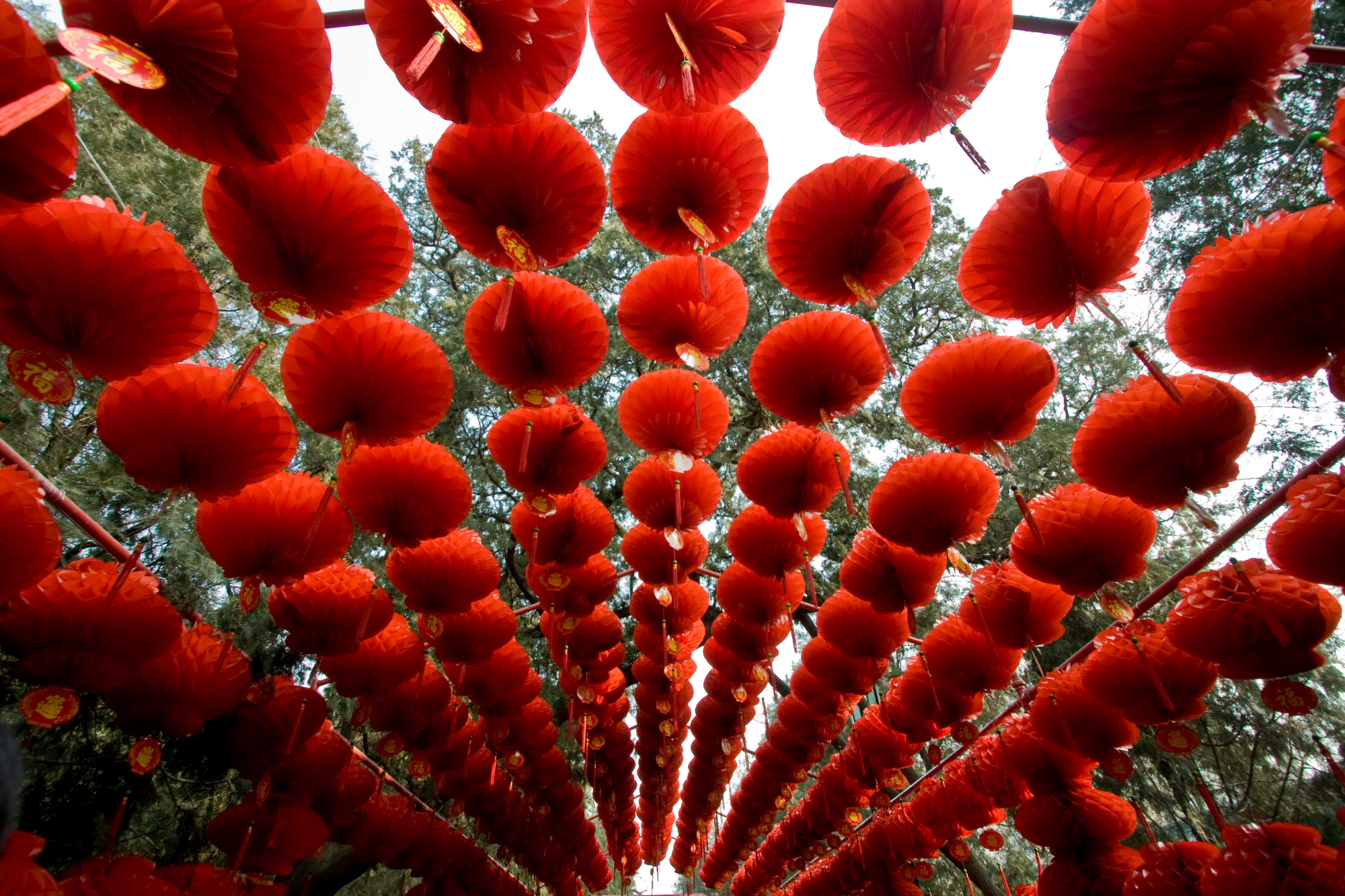
庙会期间的灯笼
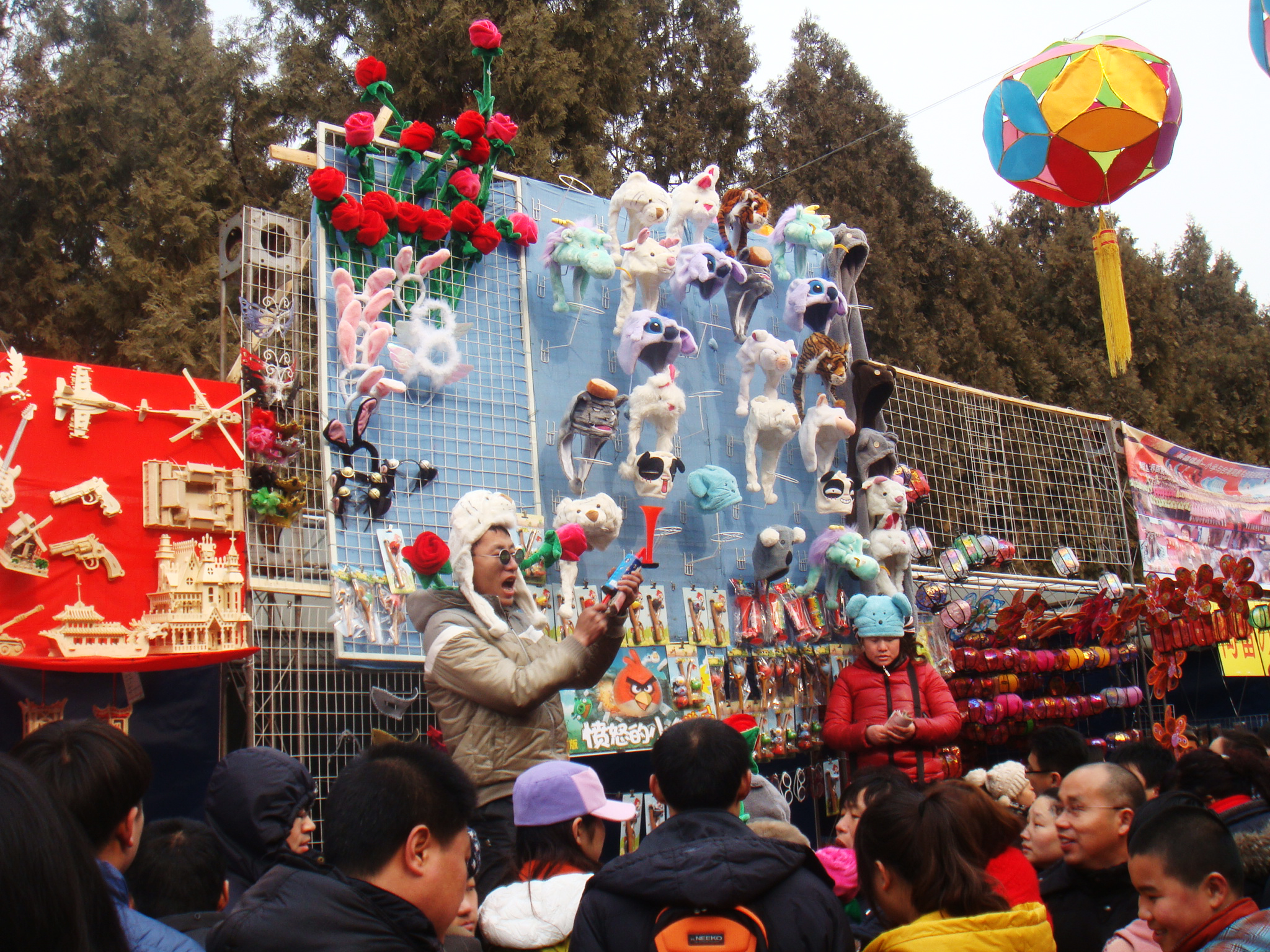
庙会期间的活动
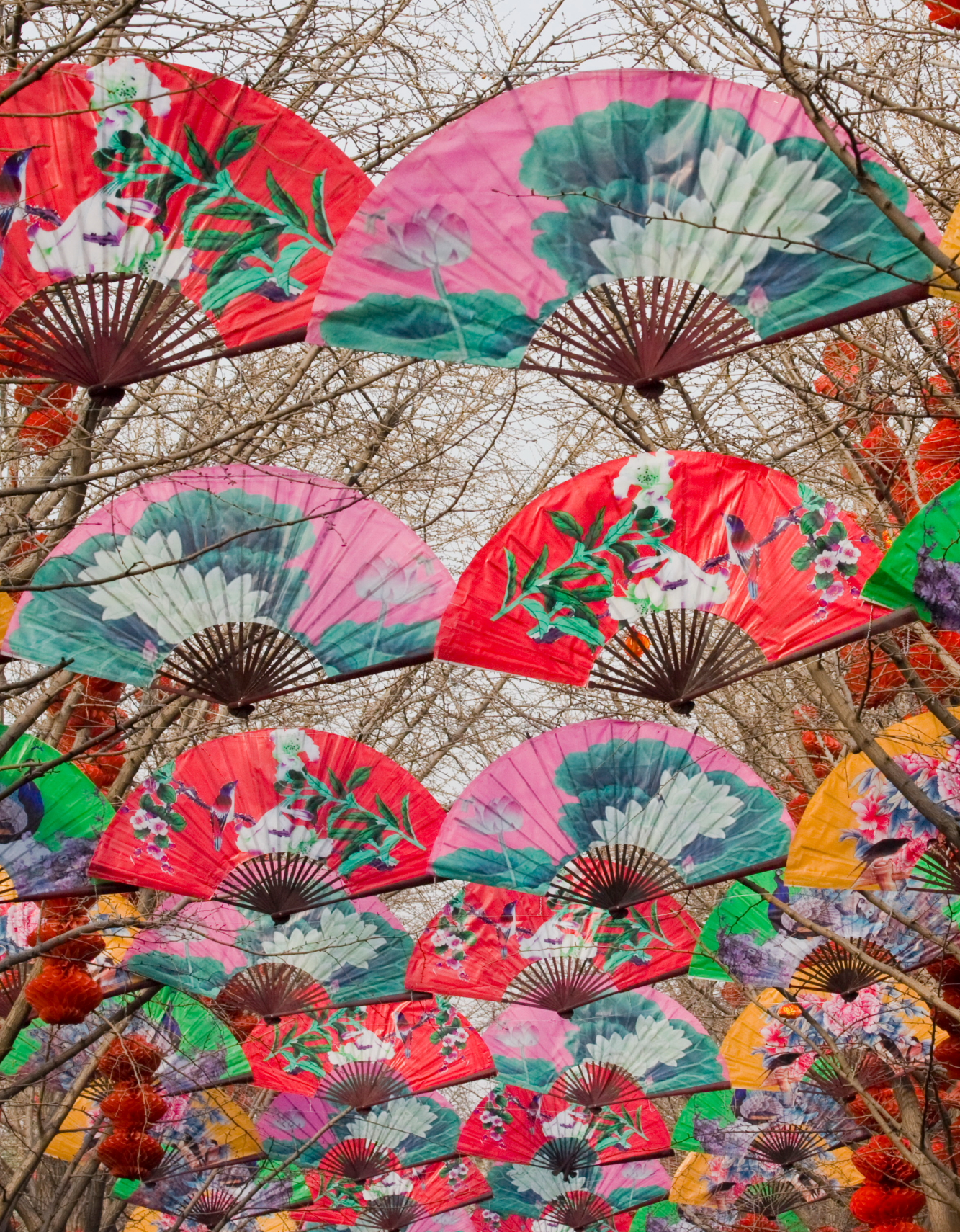
庙会期间的扇子展
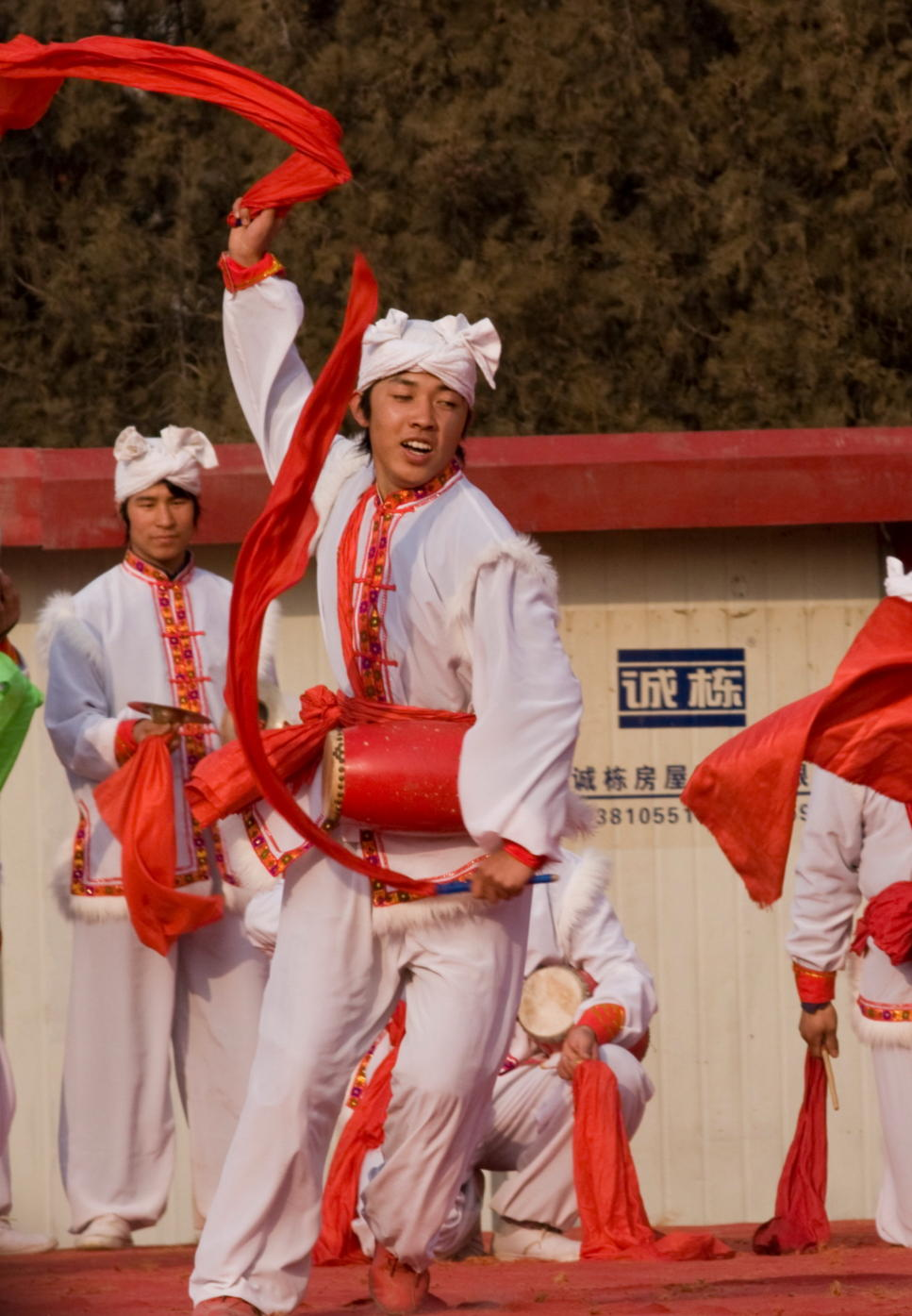
庙会期间的鼓乐
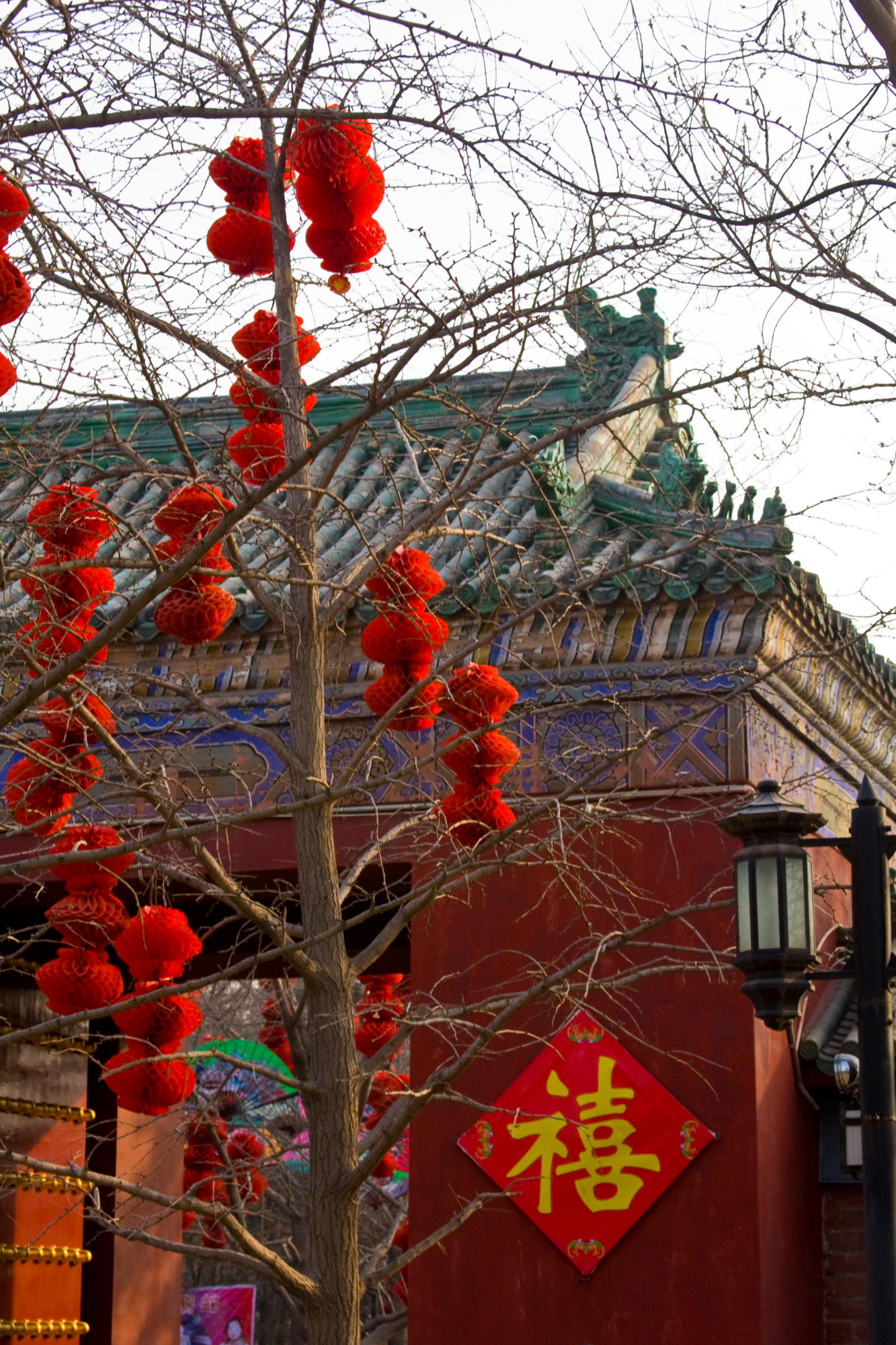
庙会期间的灯笼
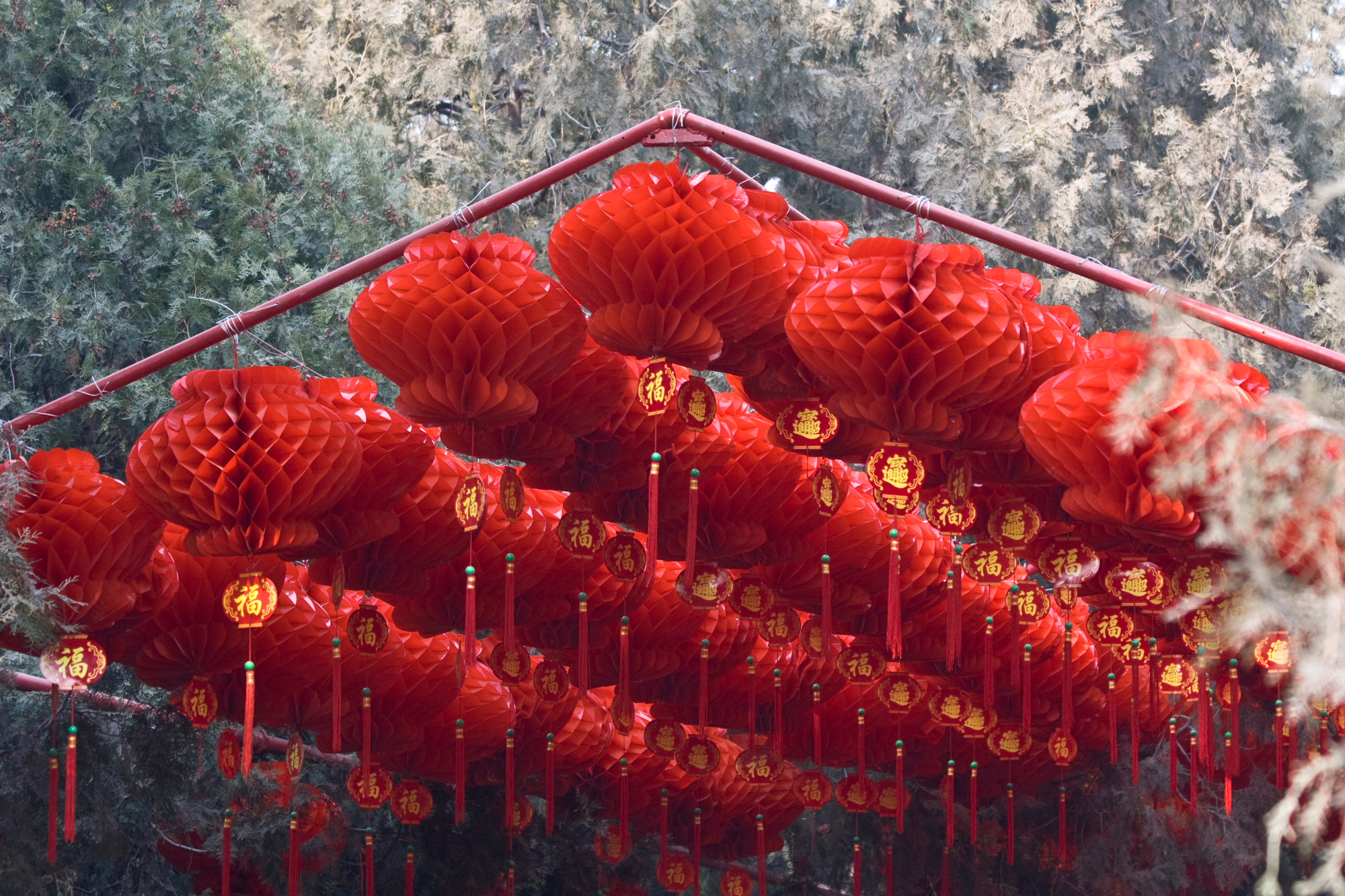
庙会期间的灯笼